# Ferrari F50
Ferrari F50 — суперкар з центральним розташуванням двигуна, створений спеціалістами фірми Ferrari в 1995 році на честь 50-річчя компанії. Замінив собою Ferrari F40, був виготовлений в кількості 349 машин в 1995—1997 роках.

## Опис

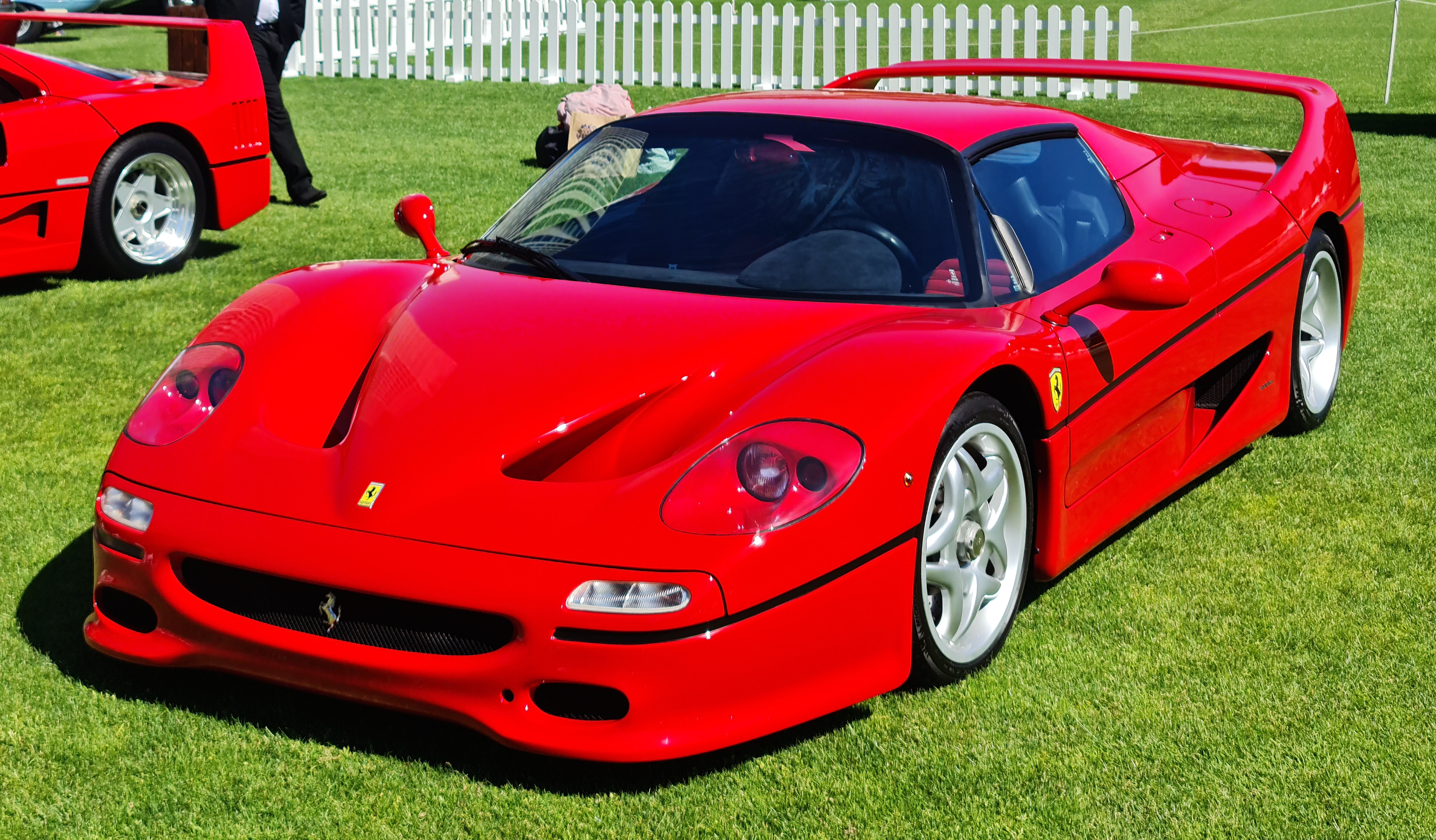
Ferrari F50 купе

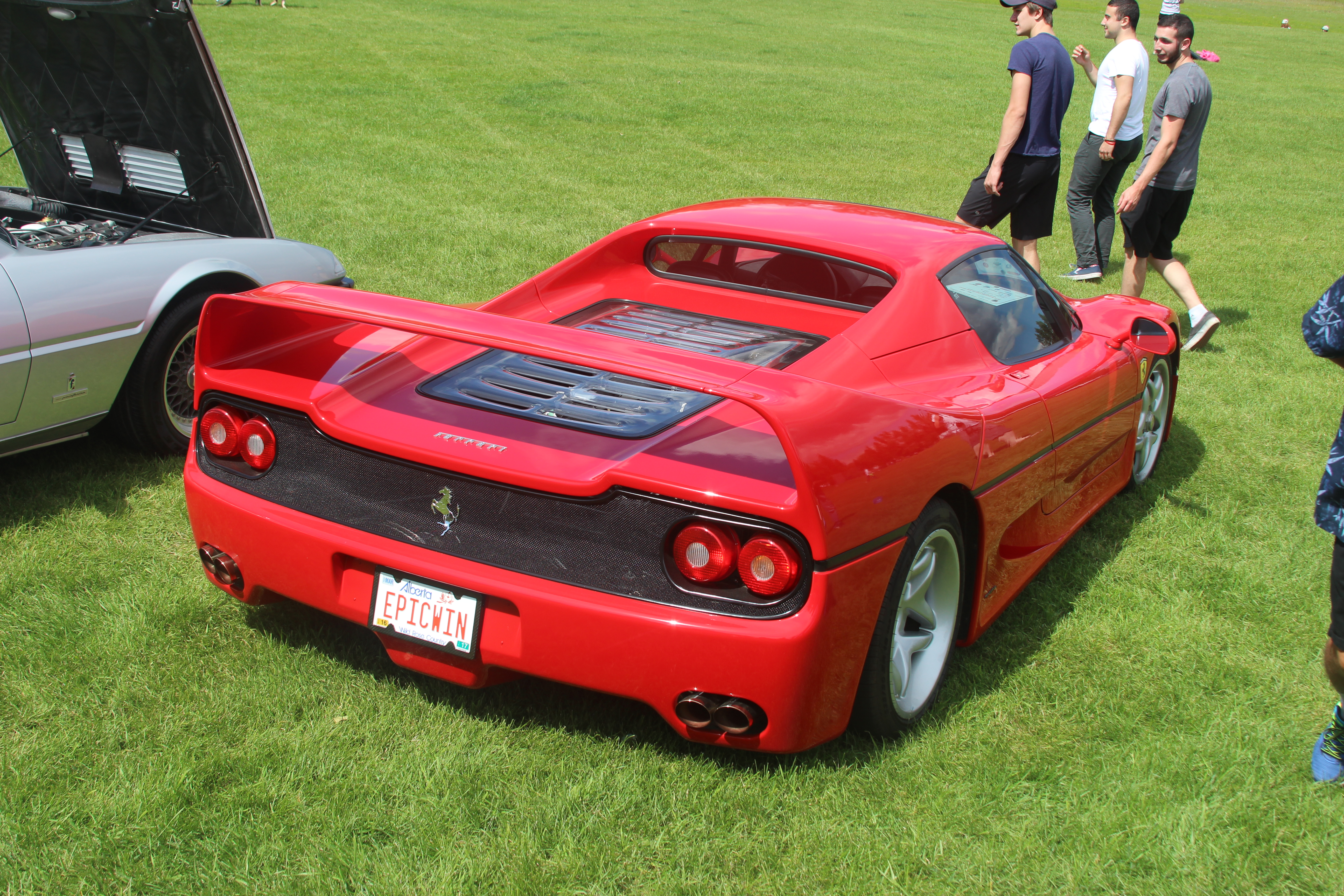

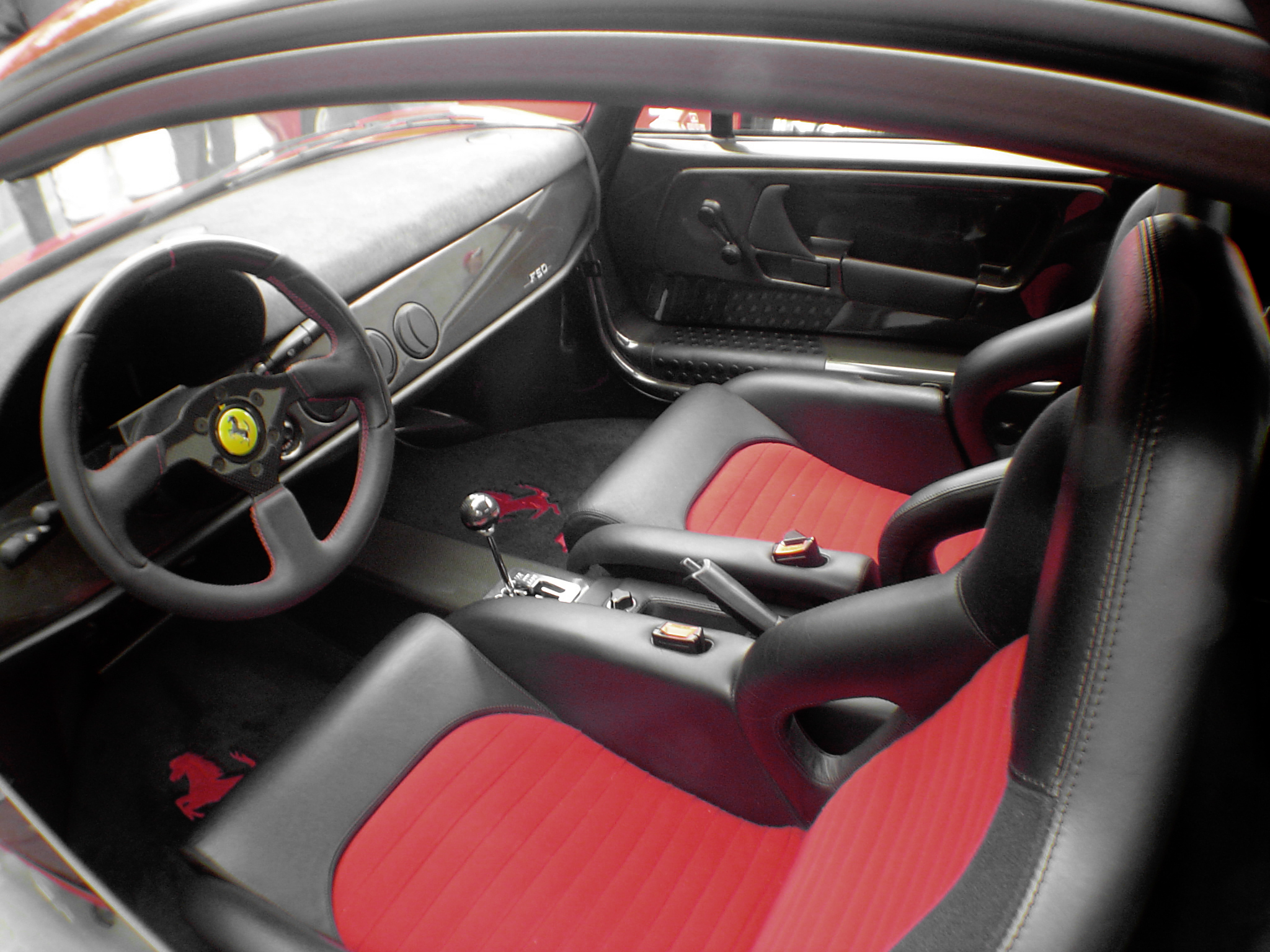

F50 була випущена в 1995 році, щоб відсвяткувати 50-річчя компанії. Машина з центральним розташуванням двигуна виготовлялось з кузовом купе, а також як двомісний кабріолет зі знімним жорстким дахом. Двигун 65° Tipo F130B V12 встановлений на машині має об'єм 4.7 л, без наддуву 60-клапанний, цей двигун був розроблений на основі 3,5 л V12, що використовувала Ferrari у 1992 році на боліді Формула-1 Ferrari F92A. На ранніх етапах розробки в Ferrari експериментували з 4,2-літровим двигуном, але стало ясно: щоб досягти планових показників, необхідні ще півлітра. Двигун автомобіля Ferrari F50 було використано для Ferrari 333 SP в американській серії IMSA в 1994 році, що дозволяє отримати право на використанню двигуна в WSC категорії.
Замість запланованих 975 кг автомобіль важив 1230 кг, що при питомій потужності 520 к.с., практично не вплинуло на динамічні характеристики. Низька вага F50 забезпечувалась використанням композитів — вуглепластику, кевлару і поліамідних сот для максимуму легкості і міцності. Вперше в історії у дорожнього автомобіля підвіска, двигун, деталі арматури коробки передач мали вставки з легкого сплаву. Перше це зустрічалося тільки на одномісних гоночних машинах. Для зниження маси прибрали навіть магнітофон, електричні склопідйомники і килимки. Підвіска взята від «Формули-1»: з поперечними важелями і штовхачами, що діють на керовані за допомогою електроніки амортизатори Bilstein. Вони зробили їзду в міру зручною, але могли в разі потреби автоматично збільшувати свою жорсткість. Вентильовані дискові гальма з чавуну працювали без допомоги сервомотора або АБС. Вони кріпилися болтами до титановим шпильок заради посильного зменшення маси. Тій же меті служили колеса Speedline з магнієвого сплаву, які дозволяли на 25 % скоротити непідресорену вагу.
Останній F50 був виготовленні в Маранелло, Італія, в липні 1997 року.

### Двигуни
- 4.7 L DOHC 65° Tipo F130B V12 520 к.с. при 8500 об/хв, 471 Нм при 6500 об/хв
- 4.7 L DOHC 65° Tipo F130B V12 750 к.с. при 10500 об/хв, 529 Нм при 7500 об/хв (Ferrari F50 GT)

## Ferrari F50GT

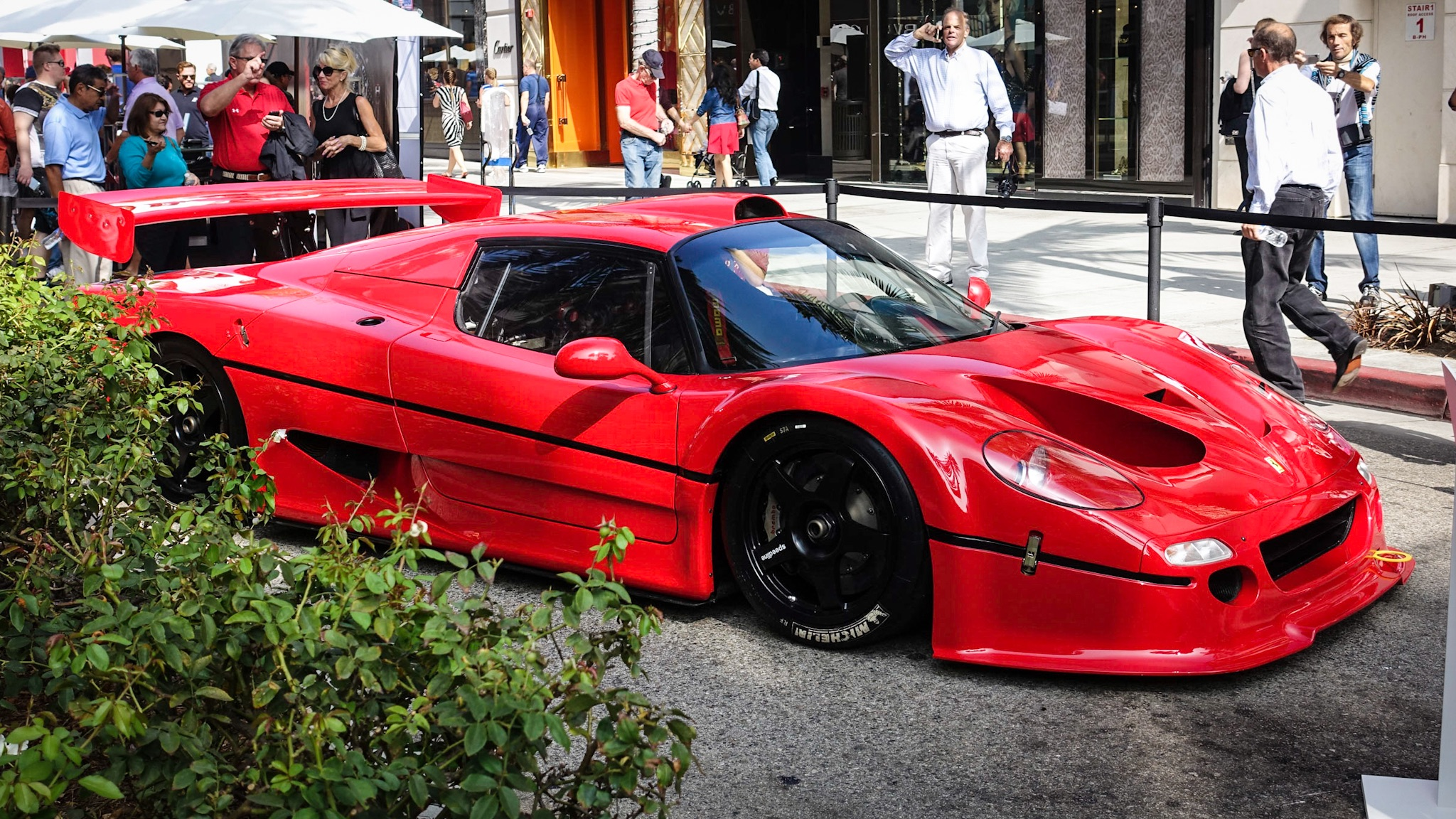
Ferrari F50 GT

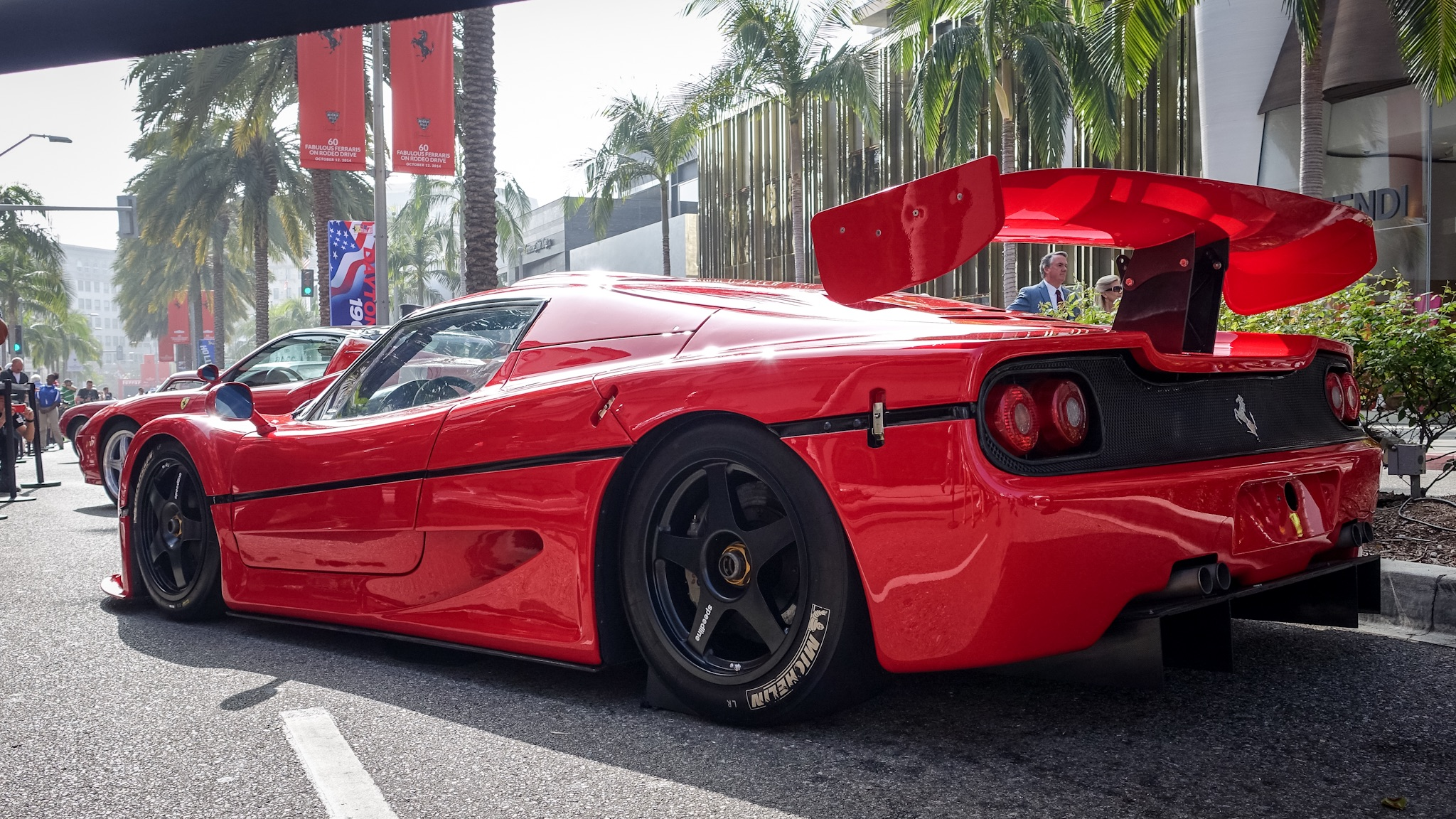
Ferrari F50 GT

В 1996 році спеціально для змагань серії BPR Global GT у класі GT1 було розроблено Ferrari F50GT. Автомобіль мав фіксований дах, великий задній спойлер, новий передній спойлер і багато інших модифікацій. Двигун 4.7-літровий V12 був потужністю 750 к.с. (559 кВт) при 10500 об/хв. Максимальна швидкість склала 380 км/год. Розгін до 100 км/год займав всього 3 секунди. В ході тестування в 1996 році автомобіль виявився швидшим, ніж навіть Ferrari 333 SP, але це залишилося непоміченим, Ferrari скасував проект Ferrari F50GT, зосередити увагу на Формулі-1. Всього було зібрано 4 автомобілі F50 GT: один прототип і три були зібрані під замовлення для приватних клієнтів.